# Episodi di SEAL Team (quinta stagione)
La quinta stagione della serie televisiva SEAL Team è composta da 14 episodi. I primi quattro episodi sono stati trasmessi in prima visione assoluta sul canale statunitense CBS dal 10 al 31 ottobre 2021. I restanti dieci episodi sono stati pubblicati in prima visione assoluta sulla piattaforma streaming Paramount+ dal 1º novembre 2021 al 23 gennaio 2022.
In Italia, la stagione è stata trasmessa in prima visione assoluta su Rai 4 dal 17 agosto al 28 settembre 2023 in prima serata rispetto al preserale delle passate stagioni.
| nº | Titolo originale          | Titolo italiano                     | Prima TV USA     | Prima TV Italia   |
| -- | ------------------------- | ----------------------------------- | ---------------- | ----------------- |
| 1  | Trust, But Verify: Part 1 | Fidati, ma verifica (Prima parte)   | 10 ottobre 2021  | 17 agosto 2023    |
| 2  | Trust, But Verify: Part 2 | Fidati, ma verifica (Seconda parte) | 17 ottobre 2021  | 17 agosto 2023    |
| 3  | Nine Ten                  | 10 settembre                        | 24 ottobre 2021  | 24 agosto 2023    |
| 4  | Need to Know              | Riservato                           | 31 ottobre 2021  | 24 agosto 2023    |
| 5  | Frog on the Tracks        | Pericolo sui binari                 | 1º novembre 2021 | 31 agosto 2023    |
| 6  | Man on Fire               | Uomo in fiamme                      | 7 novembre 2021  | 31 agosto 2023    |
| 7  | What's Past Is Prologue   | Tutte le vite davanti               | 14 novembre 2021 | 7 settembre 2023  |
| 8  | Conspicuous Gallantry     | Medaglia al valore                  | 21 novembre 2021 | 7 settembre 2023  |
| 9  | Close to Home             | Vicino a casa                       | 28 novembre 2021 | 14 settembre 2023 |
| 10 | Head On                   | Testa a testa                       | 5 dicembre 2021  | 14 settembre 2023 |
| 11 | Violence of Action        | Violenza d'azione                   | 2 gennaio 2022   | 21 settembre 2023 |
| 12 | Keys to Heaven            | Le chiavi del paradiso              | 9 gennaio 2022   | 21 settembre 2023 |
| 13 | Pillar of Strenght        | La forza del pilastro               | 16 gennaio 2022  | 28 settembre 2023 |
| 14 | All Bravo Stations        | A tutte le postazioni Bravo         | 23 gennaio 2022  | 28 settembre 2023 |